# Павлинья кукушка
Павлинья кукушка (лат. Dromococcyx pavoninus) — неотропическая кукушка с длинным ступенчатым хвостом и небольшим хохлом на голове, один из двух представителей рода Dromococcyx и один из трёх видов кукушек — гнездовых паразитов в американской фауне.

## Описание

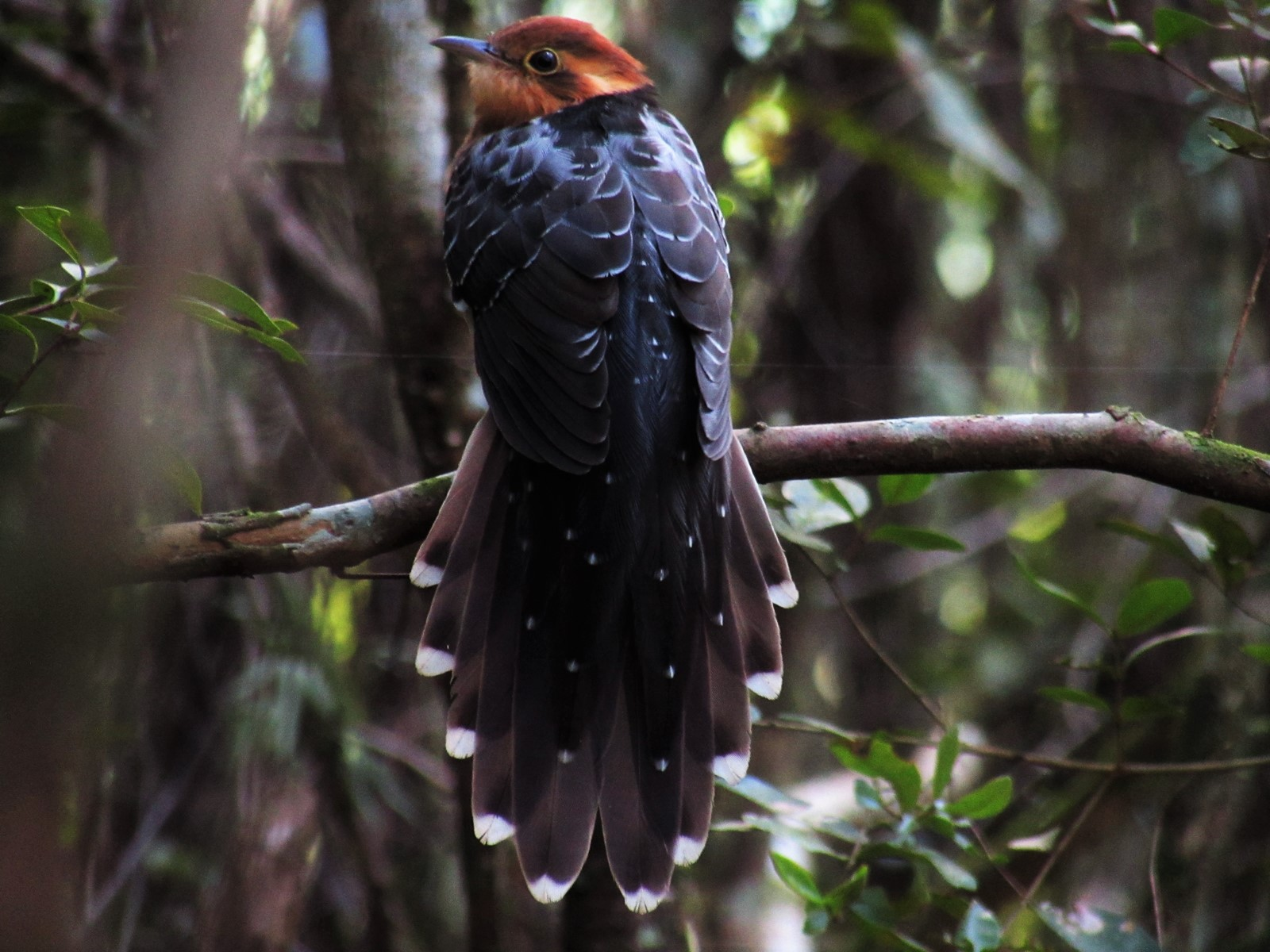
Хвост павлиньей кукушки ступенчатый

Голова и хохол этой птицы ржаво-коричневые, остальное оперение тёмно-коричневое сверху и более бледное снизу; бровь, горло и грудь ярко-охристые. Этот вид похож на другого представителя того же рода, краснохохлую кукушку (D. phasianellus), но имеет несколько другой крик и в целом крупнее. К тому же охристые бровь, горло и грудь краснохохлой кукушки несколько бледнее, чем у этого вида, также на горле и груди у краснохохлой кукушки множество пестрин, в то время как у павлиньей кукушки на них нет тёмных пятен или полос.

## Ареал и биотопы
Павлинья кукушка обитает в подлеске субтропических и тропических влажных низинных и горных лесов Южной Америки, где она встречается в Аргентине, Боливии, Бразилии, Колумбии, Эквадоре, Французской Гвиане, Гайане, Парагвае, Перу и Венесуэле. Ареал этого вида большой, но распределение в нём пятнистое. Павлинья кукушка отсутствует в некоторых районах, где можно было бы ожидать, что она есть.

## Поведение
О поведении этого широко распространённого, но скрытного вида мало что известно. Люди гораздо чаще его слышат, чем видят. По-видимому, павлинья кукушка ведёт преимущественно одиночный образ жизни. У неё запоминающийся внешний облик в полёте, она взмахивает крыльями подобно бабочкам:   хвост вытянут, взмахи крыльев медленные и размеренные, при каждом взмахе есть короткая пауза, когда на короткое мгновение крылья застывают в верхней точке над птицей. 

### Размножение
Детали биологии размножения этого вида мало известны, за исключением короткого списка известных гнездовых хозяев, который включает: желтогрудый лесной тиранчик (Hemitriccus diops), желтолицый тоди-мухолов (Poecilotriccus plumbeiceps), ушастая аруна (Myiornis auricularis) и лесной виреоновый эсперито (Dysithamnus mentalis).  Видами воспитателями также могут быть некоторые представители Tyrannidae и Formicaridae. Яйца белые с фиолетовыми крапикнами. Птенцы хозяина исчезают вскоре после вылупления кукушонка.  Как и у других паразитических кукушек, родительскую заботу о яйцах и молодых обеспечивается вид-хозяин.

Виды-хозяева павлиньей кукушки
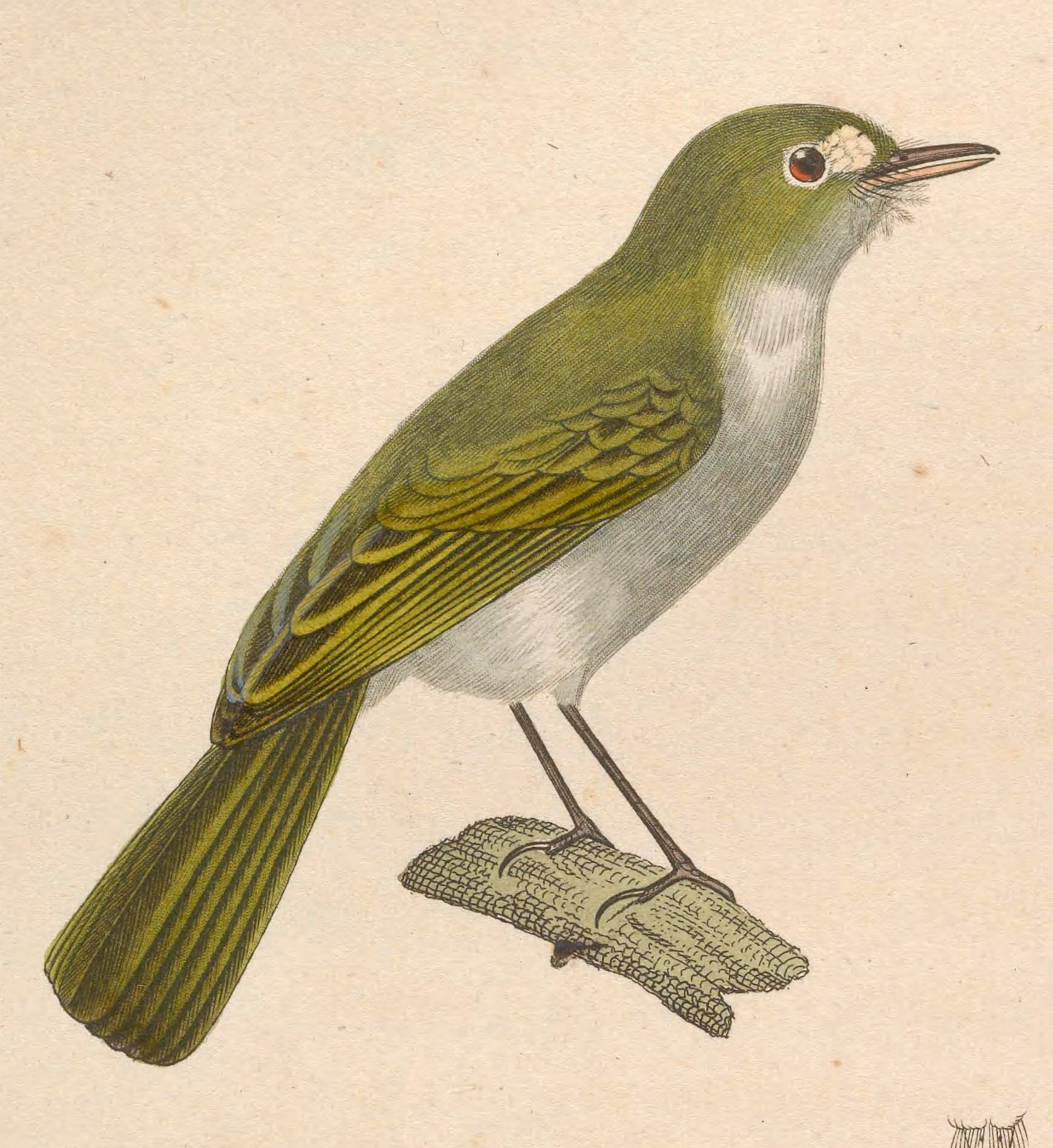
Желтогрудый лесной тиранчик (Hemitriccus diops)
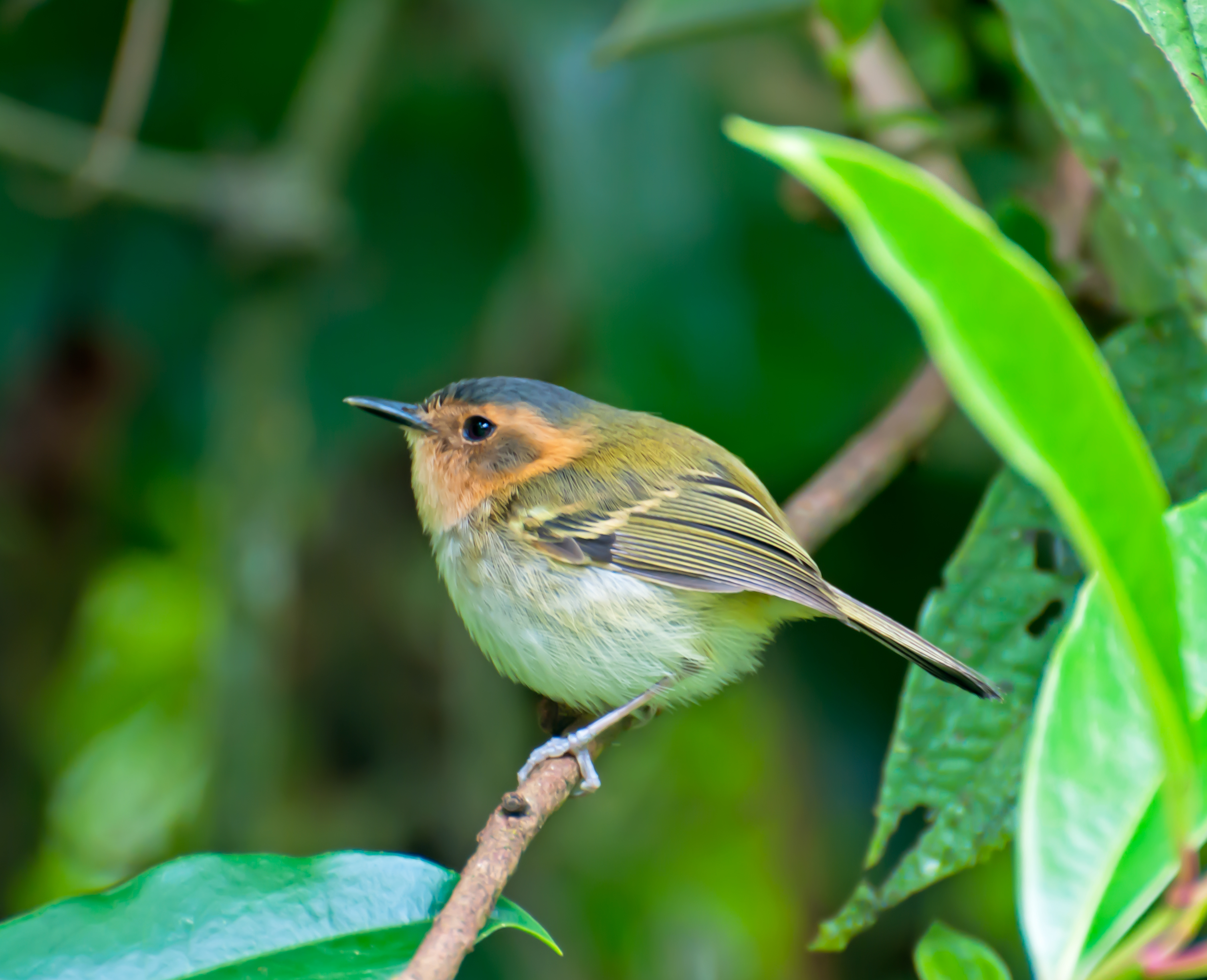
Желтолицый тоди-мухолов (Poecilotriccus plumbeiceps)
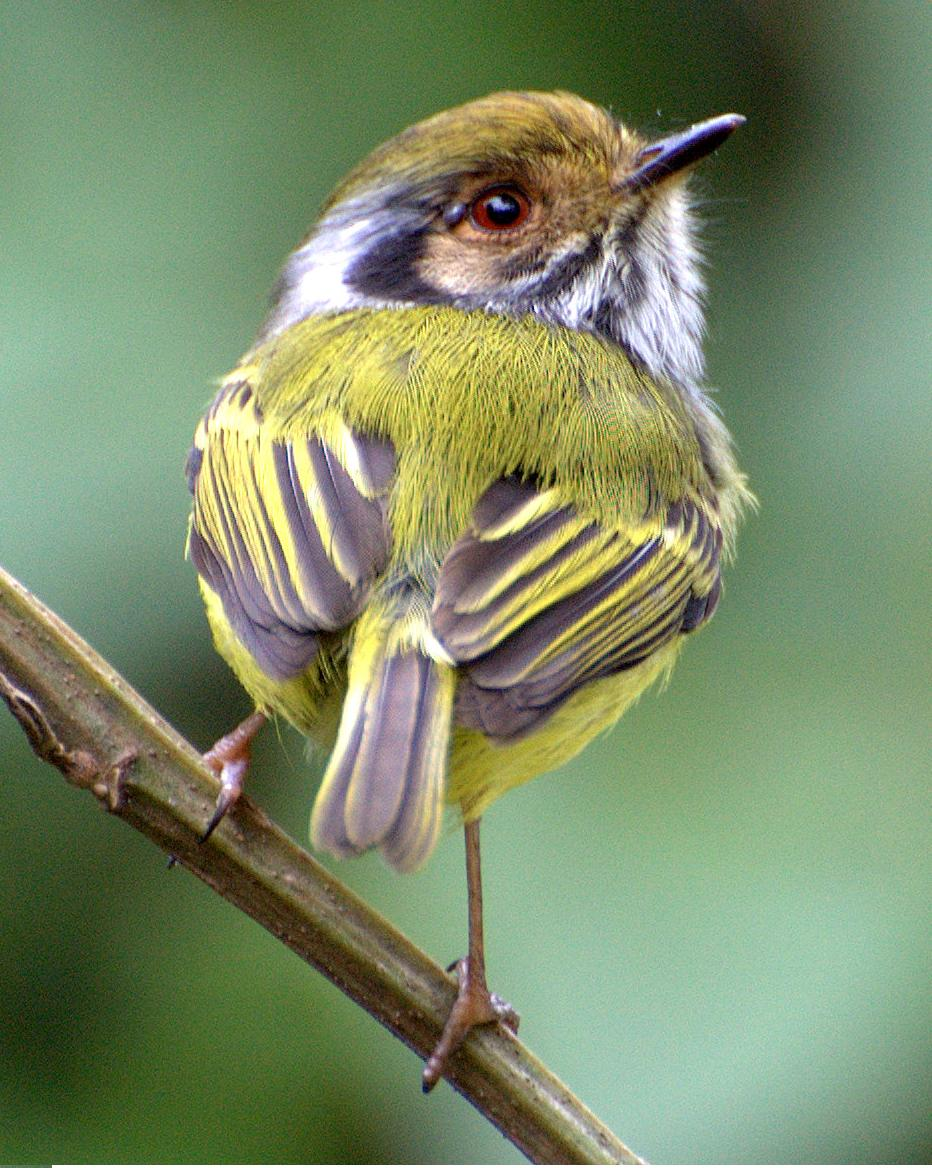
Ушастая аруна (Myiornis auricularis)
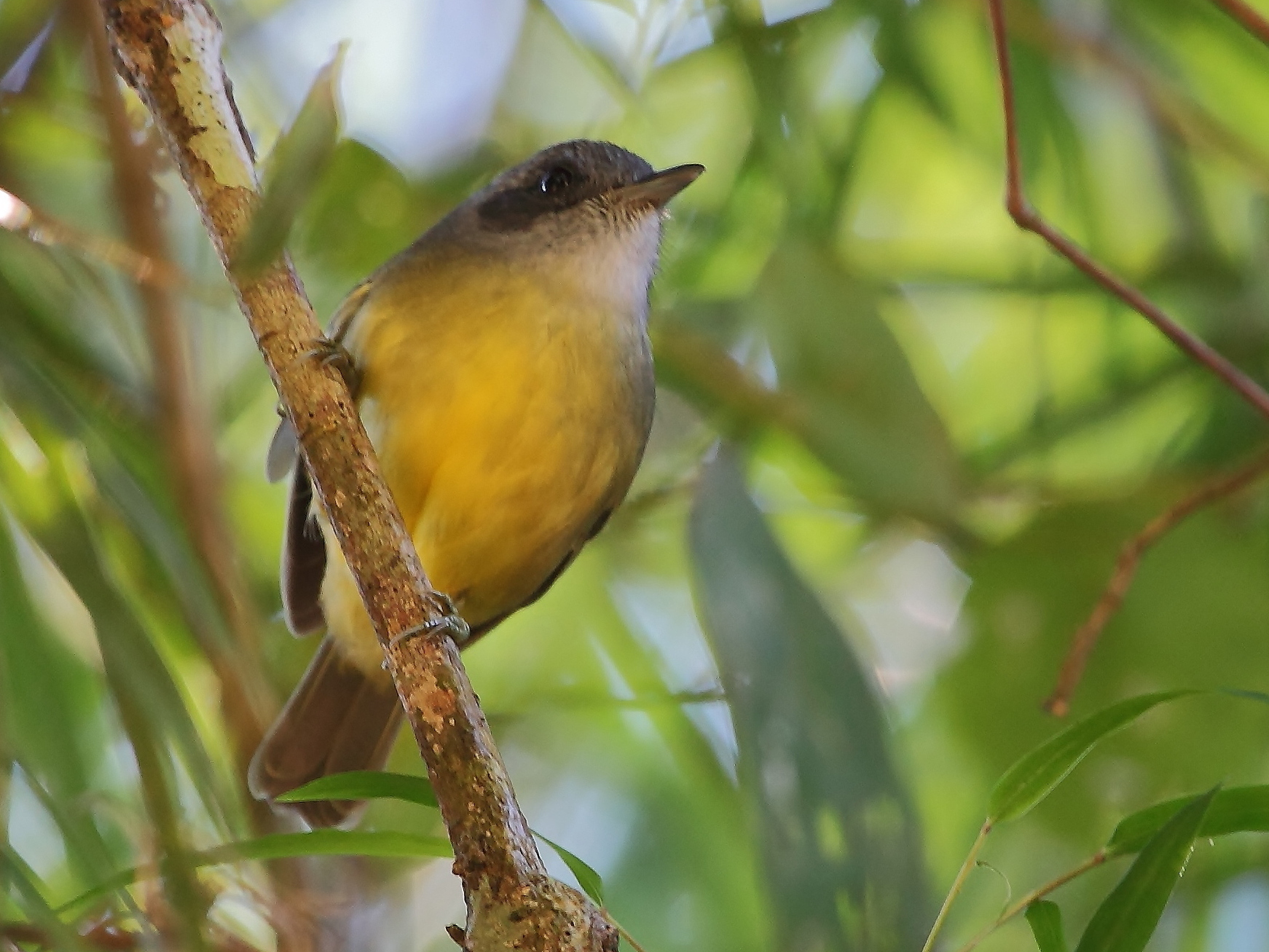
Лесной виреоновый эсперито (D. mentalis)

### Питание
О питании мало что известно, но диета состоит в основном из насекомых, причём преимущественно прямокрылых. Обычно эту кукушку видят на земле или в лесном подлеске, где, вероятно, она охотится за насекомыми, которыми питается.

## Природоохранный статус
Павлинья кукушка по классификации МСОП причислена к видам, вызывающим «наименьшие опасения». Никаких особых угроз ей не было выявлено, эта птица имеет широкий ареал и, по-видимому, большую численность. Со временем, вероятно, численность будет снижаться, но не такими темпами, чтобы оправдать присвоение этому виду какого-либо природоохранного статуса.